# Provincia de Granma
Provincia de Granma är en provins i Kuba. Den ligger i den sydöstra delen av landet, 600 km sydost om huvudstaden Havanna. Antalet invånare är 835 675. Arean är 8 377 kvadratkilometer. Provincia de Granma gränsar till Las Tunas, Provincia de Santiago de Cuba och Provincia de Holguín. 
Terrängen i Provincia de Granma är varierad.
Provincia de Granma delas in i:

1. Municipio de Bartolomé Masó
2. Municipio de Bayamo
3. Municipio de Buey Arriba
4. Municipio de Campechuela
5. Municipio de Cauto Cristo
6. Municipio de Guisa
7. Municipio de Jiguaní
8. Municipio de Manzanillo
9. Municipio de Media Luna
10. Municipio de Niquero
11. Municipio de Pilón
12. Municipio de Río Cauto
13. Municipio de Yara

Följande samhällen finns i Provincia de Granma:

- Bayamo
- Manzanillo
- Bartolomé Masó
- Jiguaní
- Pilón
- Yara
- Campechuela
- Río Cauto
- Cauto Cristo
- Niquero
- Guisa
- Media Luna